# サン＝セルヴェ (フィニステール県)
サン＝セルヴェ （Saint-Servais、ブルトン語:Sant Servez）は、フランス、ブルターニュ地域圏、フィニステール県のコミューン。

## 歴史
サン＝セルヴェは、1587年にプルネヴァンテル教区内の小教区としてつくられた。プルネヴァンテルは、レオン司教座に属するケメネ＝ティリ助祭区の一部であった。

## 人口統計
| 1962年 | 1968年 | 1975年 | 1982年 | 1990年 | 1999年 | 2006年 | 2010年 |
| ------ | ------ | ------ | ------ | ------ | ------ | ------ | ------ |
| 501    | 470    | 426    | 568    | 505    | 553    | 637    | 720    |

参照元:1999年までEHESS、2000年以降INSEE

## 史跡
- サン＝セルヴェ教会と教会囲い地 - 17世紀半ばに建てられたもので、両方ともフランスの歴史文化財（fr）として登録されている
- ヤン・ダルジャン美術館[4]

## 出身者
- ヤン・ダルジャン（fr） - 画家